# Timbang Langkat
Timbang Langkat is een bestuurslaag in het regentschap Binjai van de provincie Noord-Sumatra, Indonesië. Timbang Langkat telt 4861 inwoners (volkstelling 2010).